# Разъезд 13
Разъезд 13 (каз. рзд.13) — разъезд в Алакольском районе Жетысуской области Казахстана. Входит в состав Бескольского сельского округа. Код КАТО — 193439500.

## Население
В 1999 году население разъезда составляло 61 человек (32 мужчины и 29 женщин). По данным переписи 2009 года, в разъезде проживало 67 человек (32 мужчины и 35 женщин).